# Ligne Bienne – La Chaux-de-Fonds
La ligne Biel/Bienne – La Chaux-de-Fonds est une des lignes ferroviaires exploitée par les Chemins de fer fédéraux suisses (SBB CFF FFS). Elle suit le Vallon de Saint-Imier, le long de la rivière Suze.

## Matériel roulant
La ligne a vu passer, entre autres, la Flèche du Jura. Récemment, au changement d'horaire du 15 décembre 2013, les rames RBDe 560 « Domino » ont cédé leur place aux RABe 526, récemment rachetées au BLS pour assurer le trafic RegioExpress et Regio.